# Jeong Woo-yeong
Jeong Woo-yeong (en coreano: 정우영; Incheon, 20 de septiembre de 1999) es un futbolista surcoreano. Juega como extremo y su equipo es el F. C. Union Berlin de la 1. Bundesliga de Alemania.

## Trayectoria
El 30 de junio de 2017 el Bayern de Múnich hizo oficial el acuerdo de transferencia con el Incheon United por Woo-Yeong para que este pasara a formar parte del conjunto alemán el 1 de enero de 2018.
En un principio Woo-Yeong inició su andanza en el equipo sub-19 del Bayern para posteriormente pasar al segundo equipo, el Bayern de Múnich II.
El 19 de junio de 2019 el S. C. Friburgo hizo oficial su fichaje. Después de media temporada, en enero de 2020, regresó como cedido al Bayern de Múnich para jugar con el filial. A su vuelta permaneció tres campañas en Friburgo antes de ser traspasado al VfB Stuttgart en julio de 2023.
En su primer año en Stuttgart jugó 29 partidos, en los que marcó dos goles y dio tres asistencias, y en agosto de 2024 fue prestado al F. C. Union Berlin. En este equipo continuó al expirar la cesión después de que ambos clubes acordaran su traspaso.

## Selección nacional

### Participaciones en Copas del Mundo
| Mundial                        | Sede  | Resultado        | Partidos | Goles |
| ------------------------------ | ----- | ---------------- | -------- | ----- |
| Copa Mundial de Fútbol de 2022 | Catar | Octavos de final | 1        | 0     |

### Goles internacionales
| # | Fecha                   | Lugar                                              | Oponente | Gol | Resultado | Competición                                |
| - | ----------------------- | -------------------------------------------------- | -------- | --- | --------- | ------------------------------------------ |
| 1 | 16 de noviembre de 2021 | Estadio Thani bin Jassim, Doha, Catar              | Irak     | 3–0 | 3–0       | Clasificación para la Copa Mundial de 2022 |
| 2 | 10 de junio de 2022     | Estadio Mundialista de Suwon, Suwon, Corea del Sur | Paraguay | 2–2 | 2–2       | Amistoso                                   |
| 3 | 17 de octubre de 2023   | Estadio Mundialista de Suwon, Suwon, Corea del Sur | Vietnam  | 6–0 | 6–0       | Amistoso                                   |
| 4 | 25 de enero de 2024     | Estadio Al Janoub, Al Wakrah, Catar                | Malasia  | 1–0 | 3–3       | Copa Asiática 2023                         |

## Logros

### Bayern Munich
- 1. Bundesliga: 2019

### Corea del Sur
- Copa Asiática Sub-23 de la AFC: 2020
- Juegos Asiáticos: 2022